# Starting over (歌曲)
《starting over》是日本音樂團體第三代J Soul Brothers的第16張單曲。於2015年4月15日由rhythm zone發售。

## 概要
- 《starting over》是第三代J Soul Brothers兩週連續單曲發行的第一作。
- A面曲《starting over》是第三代J Soul Brothers五大巨蛋巡迴演唱會《第三代 J Soul Brothers LIVE TOUR 2015 "BLUE PLANET"》的主題曲。
- 與前作相同，此單曲並未收錄任何B面曲。
- 此單曲只有「CD ONLY」1個版本。
- 在4月27日於公信榜单曲週排行榜取得第1位，繼《FIGHTERS》、《R.Y.U.S.E.I.》後第3張公信榜每周銷量排名第一的單曲。
- 《starting over》首週的銷量達43.9萬張，成為第三代J Soul Brothers出道以來首週銷量最高的單曲。

## 收錄曲目

### CD
1. starting over
（作詞：Masato Odake、作曲：FAST LINE・MATS LIE SKARE・220・BCHO）
2. starting over（Instrumental）